# Zygophyllum sonderi
Zygophyllum sonderi là một loài thực vật có hoa trong họ Zygophyllaceae. Loài này được H. Eichler miêu tả khoa học đầu tiên.